# Федерация бокса России
Федерация бокса России — общероссийская общественная организация, занимающаяся развитием олимпийского и профессионального бокса в России. Создана 1 февраля 1992 года после распада Советского Союза и самороспуска Федерации бокса СССР. Является членом Международной ассоциации бокса и Европейской ассоциации бокса.
Штаб-квартира федерации расположена в Москве. В состав Федерации бокса России входят 85 региональных Федераций, представляющих субъекты РФ.

## Официальные соревнования
В сентябре 2019 года в Екатеринбурге был проведен первый в истории страны чемпионат мира по боксу среди мужчин, в рамках которого сборная команда России под руководством Виктора Борисовича Фархутдинова завоевала три золотые медали.
В конце сентября 2019 года Федерация объявила об учреждении турнира памяти Максима Дадашева, трагически скончавшегося в возрасте 28 лет в США после боя с пуэрториканцем Сабриэлем Матиасом. К смерти привели травмы, полученные во время боя за звание обязательного претендента на титул чемпиона мира по версии Международной боксерской федерации.

## Структура
С 1 февраля 2017 года руководящим органом Федерации бокса России является высший наблюдательный совет. Также руководство федерацией осуществляют генеральный секретарь и исполнительный комитет, имеющий отдельный пост председателя.

## Бюджет организации
Генеральный секретарь Федерации бокса России, Умар Кремлев, заявлял, что бюджет организации в 2017 году составит 148 млн рублей. При этом, по данным «Р-Спорт», Кремлев предполагал, что бюджет на 2018 год составит 1100 миллиона рублей, не считая дополнительных 90 миллионов рублей бюджетных средств через министерство спорта Российской Федерации.

## Руководители организации
Президенты
…
- Эдуард Хусаинов (2000—2007);
- Евгений Муров (2007—2009);
- Борис Иванюженков (2009—2016);

Генеральные секретари
- Умар Кремлёв (2017—2021);
- Кирилл Щекутьев (2021—2022);
- Татьяна Кириенко (2022—2025);
- Александр Беспутин (2025—н. в.).

## Скандалы
- По итогам Олимпиады 2016 года в Рио-де-Жанейро деятельность Федерации бокса России подверглась критике: российская сборная, в которую вошли девять человек, завоевала всего одну золотую и три бронзовые медали. У тренера сборной России Александра Лебзяка были разногласия с президентом Федерации бокса России Борисом Иванюженковым, из-за которых он хотел уйти из сборной ещё до Олимпиады, однако его отговорил Виталий Мутко[9].
- В августе 2019 года в газете «Советский спорт» было опубликовано авторское расследование, в котором критике подверглась деятельность Кремлёва на посту секретаря и непосредственно его фигура[10][11]. Деятельность Кремлёва осудили ряд членов боксёрского сообщества РФ в открытом письме, где они утверждали о неудовлетворительном состоянии дел в Федерации бокса России, сложившемся за время работы Кремлёва[12]. В его отношении AIBA начала расследование, инициированное подавшим в отставку временным президентом AIBA Мохамедом Мустасаном[13][14]. Однако 16 августа 2019 года дисциплинарная комиссия AIBA закрыла дело Кремлёва в связи с необоснованностью обвинений, которые опирались «на отчет, основанный на сомнительной действительности», то есть включавший только журналистские источники, которые могут быть ненадёжными и предвзятыми[15][16]. В декабре 2020 года Умар Кремлёв был избран президентом Международной ассоциации бокса (AIBA)[17].
- 4 марта 2022 года в связи с внешнеполитическими факторами Россия и Белоруссия были отстранены от соревнований IBA по решению совета директоров IBA. Российские и белорусские спортсмены лишались права на участие в турнирах IBA (за исключением возможности выступления в нейтральном статусе), а все запланированные мероприятия в России и Белоруссии отменялись[18]. Федерация бокса России выразила несогласие с решением IBA, назвав его неправомерным и заявив о недопустимости вмешательства политики в дела IBA[19]. 5 октября того же года решение об отстранении спортсменов обеих стран было отменено[20].